# Matthew Sydney Thomson
Matthew Sydney Thomson (* 7. November 1894 in Earlsfield, Surrey; † 26. April 1969) war ein britischer Dermatologe.

## Leben
Thomson besuchte die Merchant Taylors’ School in London, wo er eine medizinische Ausbildung erhielt. Anschließend studierte er an die University of Cambridge. Während des Ersten Weltkrieges arbeitete er in einem Hospital. Nach Kriegsende ging er an das King’s College Hospital in London und spezialisierte sich auf den Gebieten Innere Medizin und Dermatologie. Er wurde leitender Dermatologe am King’s College und war daneben an anderen britischen Krankenhäusern tätig. 1958 ging er in den Ruhestand.
Thomson publizierte etwa sechzig wissenschaftliche Arbeiten zur Dermatologie. Der Fachwelt wurde er speziell bekannt durch seine 1936 veröffentlichte Arbeit zur kongenitalen Poikilodermie – eine Hautkrankheit, die später den Namen Rothmund-Thomson-Syndrom erhielt.
1934 wurde Thomson zum Mitglied (Fellow) der Royal Society of Edinburgh gewählt.